# 크리스티안 라이츠 (사격 선수)
크리스티안 위르겐 라이츠(독일어: Christian Jürgen Reitz, 1987년 4월 29일~)는 독일의 사격 선수로 주 종목은 권총이다. 2008년 하계 올림픽에서 남자 속사권총 동메달을 획득했고 2016년 하계 올림픽 남자 속사권총에서 금메달을 획득했다.